# Alles Gute kommt von unten (Lied)
Alles Gute kommt von unten ist ein Lied der Deutschrapper Bushido, Chakuza und Kay One aus dem Jahr 2007.

## Entstehung und Veröffentlichung
Geschrieben wurde das Lied gemeinsam von den drei Interpreten Anis Ferchichi (Bushido), Kenneth Glöckler (Kay One) und Peter Pangerl (Chakuza). Chakuza zeichnete darüber hinaus, zusammen mit Andreas Janetschko (DJ Stickle) als Beatlefield Productions, für die Produktion verantwortlich.
Die Erstveröffentlichung von Alles Gute kommt von unten erfolgte als Albumtitel und Single am 7. Dezember 2007 bei Ersguterjunge. Die Single erschien am selben Tag als 2-Track-Single mit der Albumversion und einem Instrumentalversion des Liedes (Katalognummer: 88697 222062) sowie als Maxi-Single, die um den Titel Asphalt Massaker sowie das Musikvideo zu Alles Gute kommt von unten erweitert wurde (Katalognummer: 88697 222072). Am Tag der Singleveröffentlichung erschien das Lied auch als Teil von Ersguterjunge Sampler 3 – Alles Gute kommt von unten (Katalognummer: 88697 215392), dem dritten Labelsampler von Ersguterjunge.

## Inhalt
Inhaltlich beschränkt sich Alles Gute kommt von unten auf klassische Battle-Rap Selbstdarstellung. Dabei nimmt der Titel Anspielung auf den Vertriebswechsel des Labels ersguterjunge der Urban-Abteilung der Universal Music Group zu Sony BMG, zeitgenössische Boulevard-Skandale um die amerikanische Popsängerin Britney Spears und Bushidos Gewinn des MTV Europe Music Awards. Ebenfalls Erwähnung finden Bushidos ehemaliger Arbeitgeber Aggro Berlin, das Hip-Hop Magazin Juice, der amerikanische Sänger Mick Jagger sowie die Horror-Klassikerreihe A Nightmare on Elm Street.

## Musikvideo
Im dazugehörigen Musikvideo rappen die drei Künstler in einer düsteren Halle, teilweise ist im Hintergrund ein Auto zu sehen. Das Video wurde am 10. September 2009 auf der Videoplattform YouTube hochgeladen und zählte bis März 2025 über 2,9 Millionen Aufrufe.

## Kommerzieller Erfolg
Alles Gute kommt von unten konnte sich neun Wochen in den deutschen Singlecharts platzieren und erreichte dabei mit Rang 57 seine beste Platzierung. In Österreich platziere es sich zwei Wochen in den Charts und erreichte dabei mit Rang 68 die Bestplatzierung. Für Kay One avancierte es in beiden Ländern zum ersten Charthit.
| ChartsChartplatzierungen | Höchstplatzierung | Wochen |
| ------------------------ | ----------------- | ------ |
| Deutschland (GfK)        | 57 (9 Wo.)        | 9      |
| Österreich (Ö3)          | 68 (2 Wo.)        | 2      |